# Las Mercedes Esperanza
Las Mercedes Esperanza är en ort i Mexiko.   Den ligger i kommunen Simojovel och delstaten Chiapas, i den sydöstra delen av landet, 700 km öster om huvudstaden Mexico City. Las Mercedes Esperanza ligger 332 meter över havet och antalet invånare är 754.
Terrängen runt Las Mercedes Esperanza är bergig norrut, men söderut är den kuperad. Las Mercedes Esperanza ligger nere i en dal. Runt Las Mercedes Esperanza är det ganska glesbefolkat, med 45 invånare per kvadratkilometer. Närmaste större samhälle är Simojovel de Allende, 12,7 km nordväst om Las Mercedes Esperanza. I omgivningarna runt Las Mercedes Esperanza växer huvudsakligen savannskog.